# 키스트로크 다이나믹스
키스트로크 다이나믹스(keystroke dynamics)는 키보드에서 타이핑(typing)하는 리듬과 방법에 기반하여 사용자를 확인하는 방법이다. 키스트로크 다이나믹스는 1973년 PC(Personal Computer) 환경에서 사용자가 입력하는 타이핑 리듬을 분석하여 사용자를 인증하고자 하는 연구에서 시작되었다. 키스트로크 다이나믹스는 PC에서 사용자를 인증하는 ID/PASSWORD 방식의 한계인 엿보기 공격에 취약하다는 점을 극복할 수 있다.

## 같이 보기
- 전건